# Radar včasné výstrahy

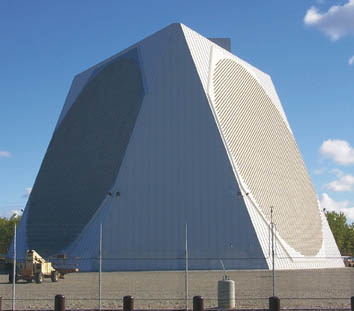
Americký radarový systém včasné výstrahy PAVE PAWS

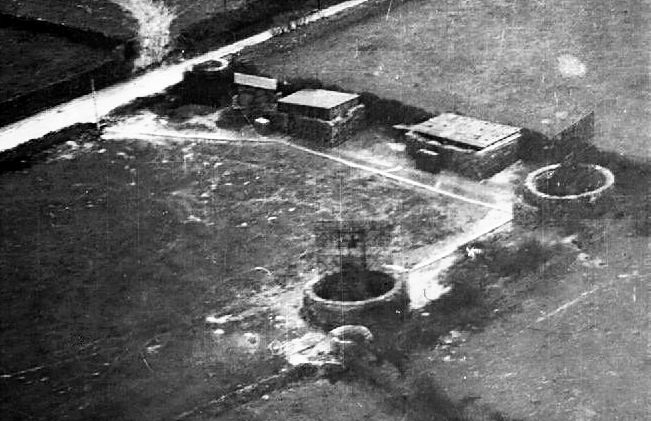
Raný německý radarový systém včasné výstrahy Freya

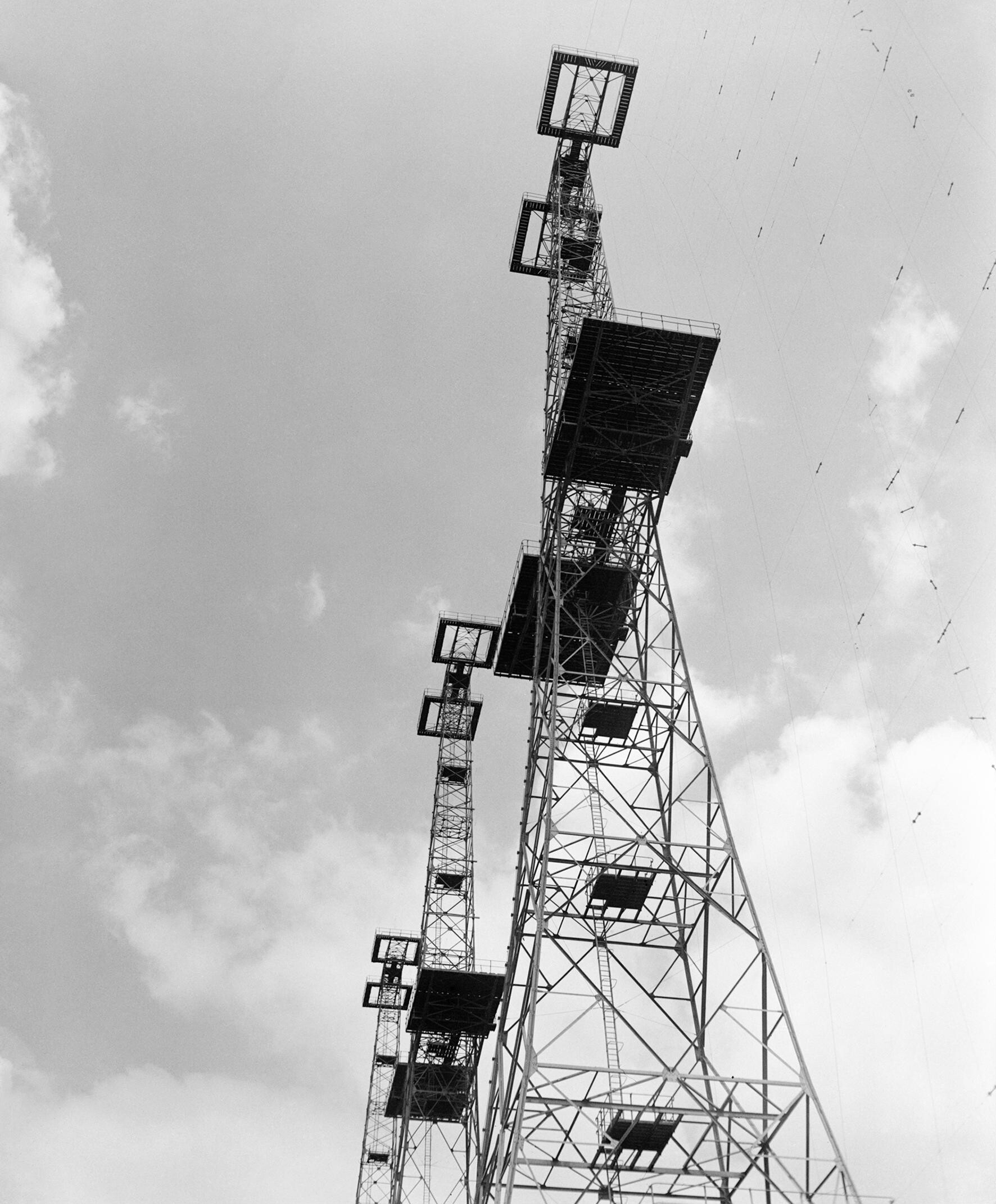
Anténa raného britského radarového systému včasné výstrahy Chain Home

Radar včasné výstrahy (anglicky Early Warning Radar) je radarový systém určený primárně k detekci objektů na dlouhou vzdálenost, čímž varuje obranu v předstihu než se sledovaný objekt (např. letadlo, balistická raketa) stihne přiblížit do blízkosti svého cíle. Prostředky obrany tak získávají maximum času k reakci. Těmito charakteristikami se odlišuje od sledovacích a střeleckých radarů, které mají menší dosah, zato vyšší přesnost.
Radary včasné výstrahy bývají součástí systémů včasné výstrahy, jejichž jednotlivé složky navzájem spolupracují (síť družic, síť radarových stanic, počítačová střediska, různé podpůrné prostředky). Stejně jako se postupem doby měnily strategie útoků, v návaznosti se přizpůsobovaly i obranné vojenské systémy (reagovaly např. na rozvoj mezikontinentálních balistických raket).

## Historie
První radarové systémy včasné výstrahy vznikly v době 2. světové války, podle současných měřítek měly malý dosah (cca 160–240 km) a využívaly se zejména k detekci letadel, příp. lodí (britská radarová síť Chain Home i k detekci německých střel V-2). Patřily mezi ně britské Chain Home a Chain Home Low, americké CXAM (US Navy) a SCR-270 (US Army), a německé Freya a Seetakt.
V éře studené války byly vyvinuty výkonné OTH radary, které výrazně zvýšily detekční dosah díky odrážení signálů v ionosféře.
Ve 21. století jsou hojně využívány letecké platformy AWACS. Umístěním radaru na letadlo lze docílit užití vysokofrekvenčního signálu zajišťujícího vysoké rozlišení a dlouhý dosah. Jiné úlohy mají radary včasné výstrahy sledující odpaly balistických raket, např. Ballistic Missile Early Warning System (BMEWS).

## Přehled

### Rané systémy
- Chain Home
- Chain Home Low
- CXAM (US Navy)
- SCR-270 (US Army)
- Freya
- Seetakt

### Éra studené války
- Pinetree Line
- McGill Fence
- Distant Early Warning Line
- radar Duga
- Ballistic Missile Early Warning System (BMEWS)
- Radar Type 80
- ROTOR
- Oko[2]
- radar Dněstr[2]
- radar Dněpr[2][4]
- radar Darjal[2][4]
- Linesman/Mediator

### Operační systémy
- AWACS
- radar GIRAFFE
- Jindalee Operational Radar Network
- Martello radar
- North Warning System
- PAVE PAWS
- Ceva Adom
- radar Voroněž[4]